# Lista lotów bezzałogowych na stację Mir
To jest lista 'wszystkich bezzałogowych lotów na stację Mir.
|    | Pojazd kosmiczny    | Misja               | Rakieta nośna | Start             | Połączenie ze stacją | Odłączenie od stacji         | Czas dokowania                                                  | Deorbitacja                                          | Uwagi |
| -- | ------------------- | ------------------- | ------------- | ----------------- | -------------------- | ---------------------------- | --------------------------------------------------------------- | ---------------------------------------------------- | --- |
| 1  | DOS-7               | Pierwszy moduł Mira | Proton K      | 19 lutego 1986    | nie dotyczy          | nie dotyczy                  | 15 lat, 31 dni, 8:31 h *                                        | 23 marca 2001                                        | |
| 2  | Progress 25         | Zaopatrzenie        | Sojuz-U2      | 19 marca 1986     | 21 marca 1986        | 20 kwietnia 1986             | 30 dni, 8 h 8 min                                               | 21 kwietnia 1986                                     | |
| 3  | Progress 26         | Zaopatrzenie        | Sojuz-U2      | 23 kwietnia 1986  | 26 kwietnia 1986     | 22 czerwca 1986              | 56 dni, 20 h i 59 min                                           | 23 czerwca 1986                                      | |
| 4  | Sojuz TM-1          | Test pojazdu        | Sojuz-U2      | 21 maja 1986      | 23 maja 1986         | 29 maja 1986                 | 5 dni, 23:11 h                                                  | 30 maja 1986                                         | |
| 5  | Progress 27         | Zaopatrzenie        | Sojuz-U2      | 16 stycznia 1987  | 18 stycznia 1987     | 23 lutego 1987               | 36 dni, 4 h 3 min                                               | 25 lutego 1987                                       | |
| 6  | Progress 28         | Zaopatrzenie        | Sojuz-U2      | 3 marca 1987      | 5 marca 1987         | 26 marca 1987                | 22 dni, 16:24 h                                                 | 27 marca 1987                                        | |
| 7  | Kwant-1 + Kwant-FSM | Rozbudowa Mira      | Proton K      | 31 marca 1987     | 11 kwietnia 1987     | 12 kwietnia 1987 (Kwant-FSM) | 13 lat, 348 dni, 5:24 h (Kwant-1)* 1 dzień, 19:43 h (Kwant-FSM) | 23 marca 2001 (Kwant-1) 25 sierpnia 1987 (Kwant-FSM) | Ze względu na problemy z dokowaniem Kwant-1 został aktywowany 12 kwietnia 1987. Był to pierwszy moduł z serii 37K |
| 8  | Progress 29         | Zaopatrzenie        | Sojuz-U2      | 21 kwietnia 1987  | 23 kwietnia 1987     | 11 maja 1987                 | 17 dni, 10 h 6 min                                              | 11 maja 1987                                         | |
| 9  | Progress 30         | Zaopatrzenie        | Sojuz-U2      | 19 maja 1987      | 21 maja 1987         | 19 lipca 1987                | 58 dni, 23:10 h                                                 | 19 lipca 1987                                        | |
| 10 | Progress 31         | Zaopatrzenie        | Sojuz-U2      | 3 sierpnia 1987   | 5 sierpnia 1987      | 21 września 1987             | 47 dni, 1 godzina, 30 min                                       | 23 września 1987                                     | |
| 11 | Progress 32         | Zaopatrzenie        | Sojuz-U2      | 23 września 1987  | 26 września 1987     | 17 listopada 1987            | 53 dni, 16:38 h                                                 | 19 listopada 1987                                    | |
| 12 | Progress 33         | Zaopatrzenie        | Sojuz-U2      | 20 listopada 1987 | 23 listopada 1987    | 19 grudnia 1987              | 29 dni, 6:36 h                                                  | 19 grudnia 1987                                      | |
| 13 | Progress 34         | Zaopatrzenie        | Sojuz-U2      | 20 grudnia 1987   | 23 grudnia 1987      | 4 marca 1988                 | 41 dni, 3:31 h                                                  | 4 marca 1988                                         | |
| 14 | Progress 35         | Zaopatrzenie        | Sojuz-U2      | 23 marca 1988     | 25 marca 1988        | 5 maja 1988                  | 40 dni, 3:15 h                                                  | 5 maja 1988                                          | |